# Construccions de pedra seca VI (l'Albi)
Les Construccions de pedra seca VI és una obra de l'Albi (Garrigues) inclosa a l'Inventari del Patrimoni Arquitectònic de Catalunya.

## Descripció
Barraca de vinya encarada cap a l'est, feta sota una feixa amb la porta desplaçada al lateral esquerre. Al seu costat hi ha una cisterna per recollir l'aigua de la pluja. Si que té llinda però enlloc de muntants també formats per un gran carreu, s'han aprofitat les pedres del tancament de la façana. A l'interior hi ha una menjadora per a animals, una llar de foc i armaris a la paret.